# Gaspar Melchor de Jovellanos
Gaspar Melchor de Jovellanos (5. ledna 1744, Gijón – 27. listopadu 1811, Puerto de Vega) byl španělský politik, právník, básník a dramatik, představitel osvícenství, který je svými básnickými díly považován za předchůdce preromantismu.

## Život
Pocházel ze šlechtické rodiny, která jej určila k církevní službě, ale on dal přednost studiu práv. Studoval na několika univerzitách, kde se seznámil s básníkem Cadalsem a právníkem a ekonomem Campomanesem.
Po skončení studlí roku 1767 byl jmenován členem provinčního soudu v Seville. Roku 1778 byl přeložen do Madridu, kde byl členem tzv. řádového soudu, určeného k souzení členů rytířských řádů. Stal se členem několika královských akademií (Real Academia de la Historia, Real Academia de Bellas Artes de San Fernando a Real Academia Española) a králem Karlem III. byl jmenován státním radou. Jako úředník byl zastáncem liberalismu a snažil se o duchovní i hmotné obrození své vlasti podporou rozvoje zemědělství a řemesel. 

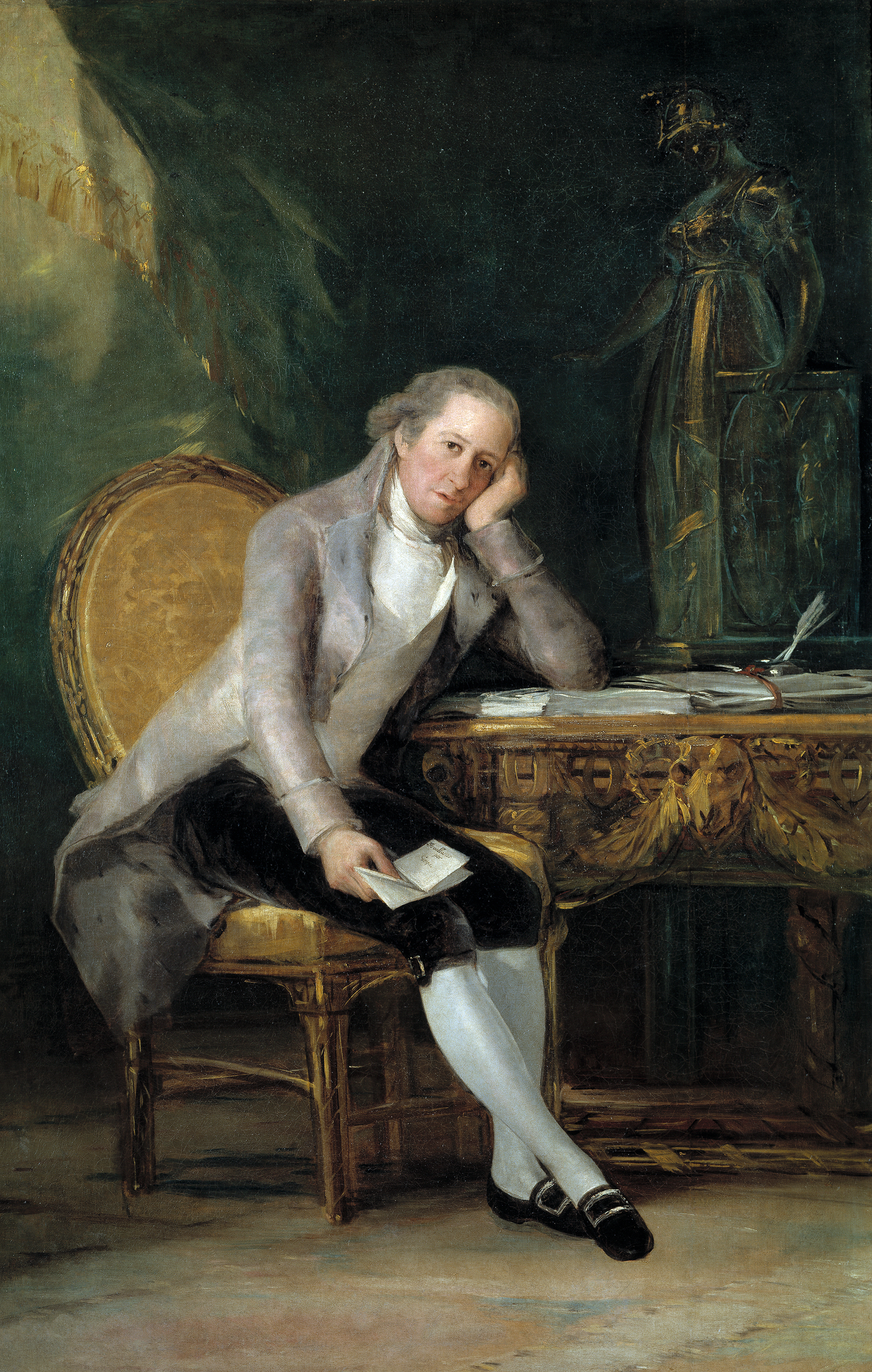
Jovellanos na obraze Francisca Goyi (1798)

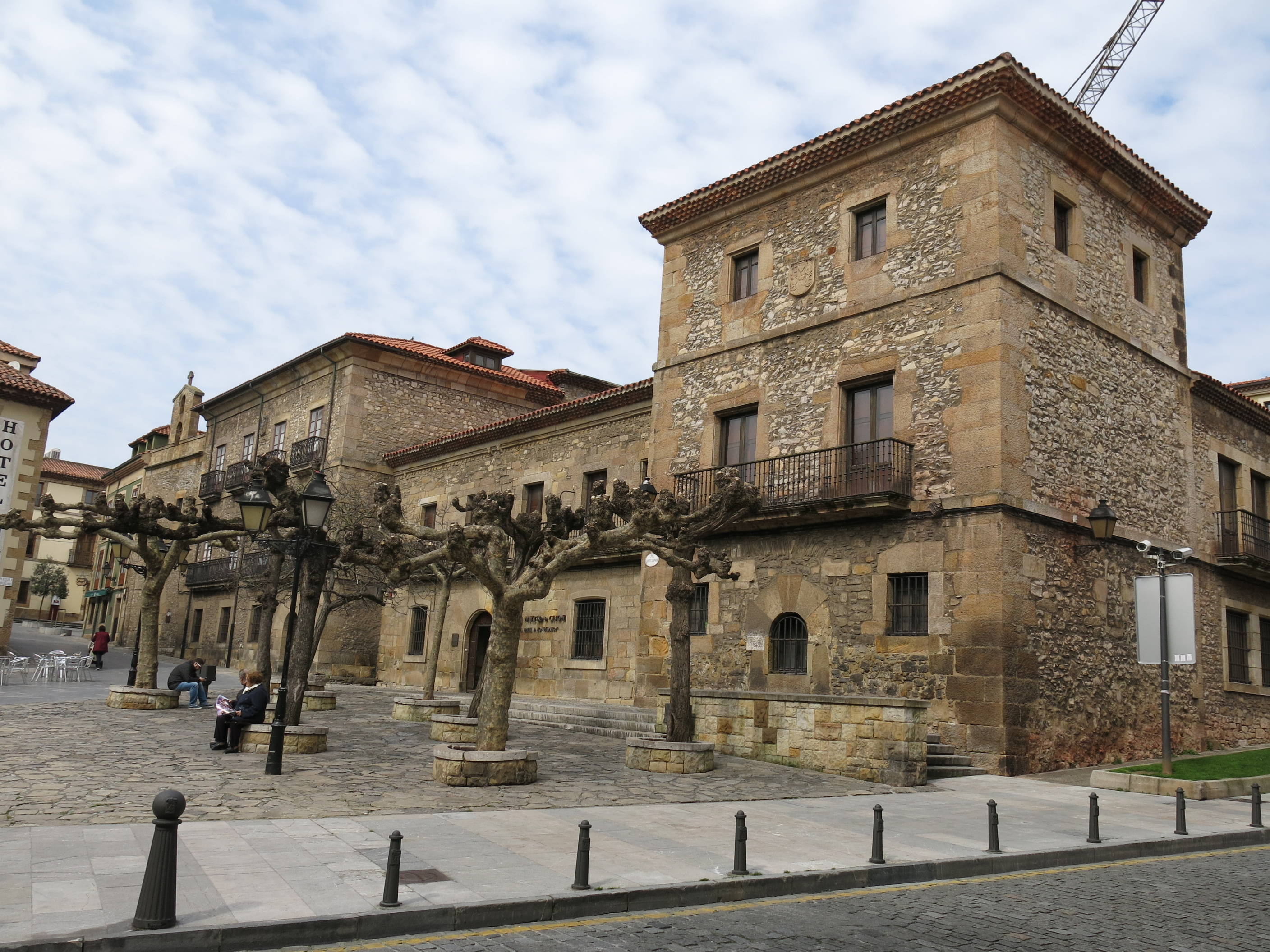
Jovellanosův rodný dům v Gijónu, kde je dnes jeho museum

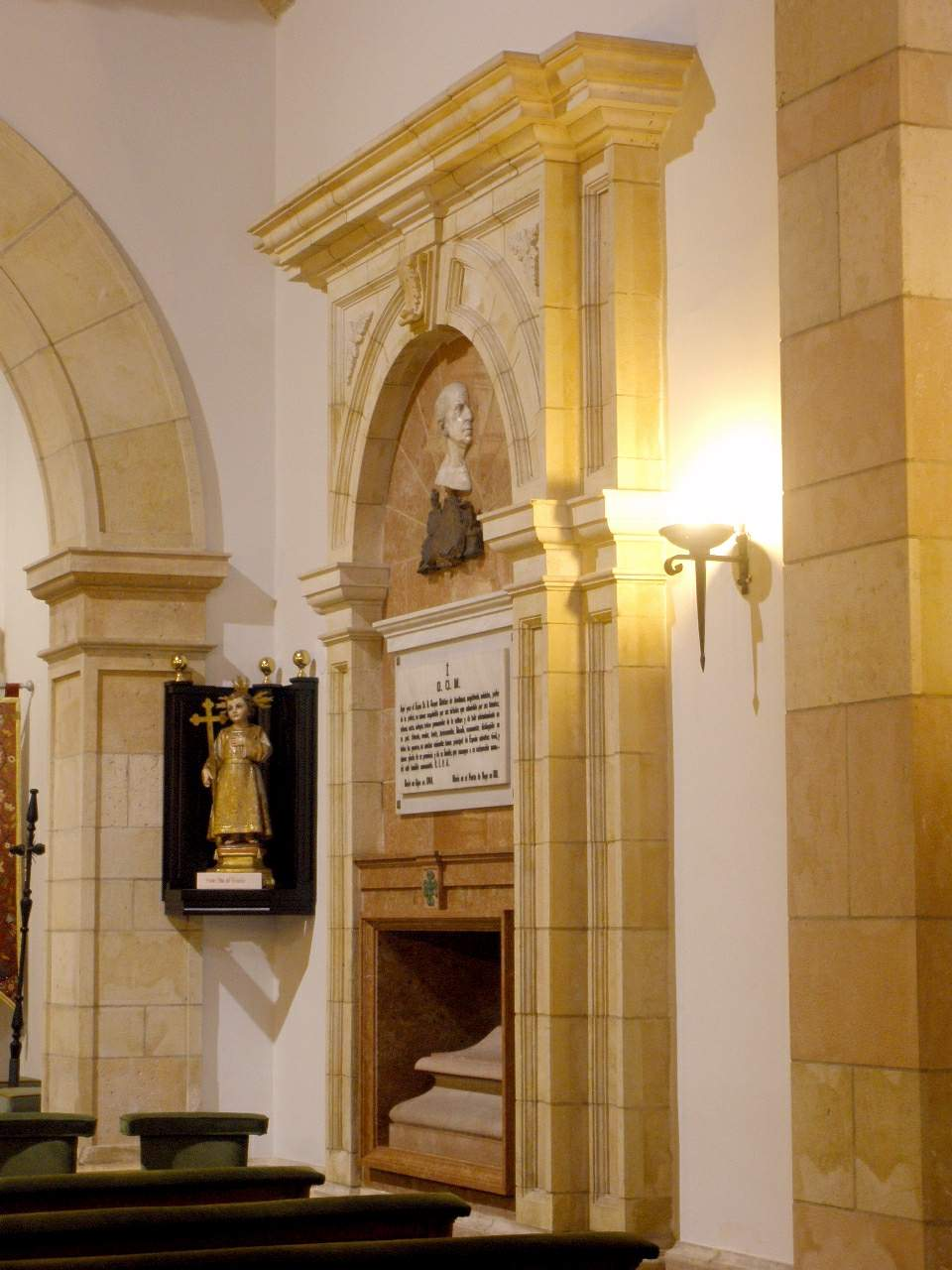
Jovellanosův hrob v Gijónu

Po nástupu Karla IV. na trůn a po vypuknutí Francouzské revoluce, kdy začali být nejpokrokovější myslitelé odstraňování z veřejného života, byl vypovězen do Asturie. Žil zde sedm let v rodném městě, ale i zde se snažil o povznesení obecného blaha. Roku 1797 byl po změně mocenských poměrů jmenován ministrem spravedlnosti. Svými postoji si však znepřátelil královský dvůr a inkvizici, roku 1798 byl odvolán a od roku 1801 sedm let vězněn na Mallorce.
Roku 1808 se za francouzské okupace odmítl stát ministrem ve vládě Josefa Bonaparteho, vstoupil do tzv. Centrální rady (Junta Central – vládní sbor, který se ustanovil na počátku války proti Napoleonovi ze zástupců provinčních rad a do svého rozpuštění roku 1810 podporoval ne příliš úspěšně boj za národní nezávislost) a přispěl k vytvoření generálních kortesů v Cádizu (španělská exilová vláda, která roku 1812 přijala ústavu).
Zemřel na útěku z Gijónu před Francouzi na zápal plic a byl původně pochován v Puerto de Vega. Po několik změnách jsou nyní ostatky od roku 1940 uloženy v Gijónu v kapli patřící k jeho rodnému domu, ve kterém je dnes jeho museum.
Z jeho děl měly největší ohlas jeho politické a didaktické spisy i četné projevy a zahajovací řeči napsané plynulým, vytříbeným a důsledně rétorickým stylem a pečlivým jazykem. Kromě toho byl také básníkem a dramatikem. Jeho poezie se vyznačuje mírným sentimentalismem a tíhne k meditaci a k melancholii. Měl velký vliv na literární růst některých lyriků druhé poloviny 18. století, především na představitele tzv. salamanské básnické školy (například Juan Meléndez Valdés), která stojí na počátku španělského preromantismu. Umělecky nejcennější je však jeho Deník, vydaný až roku 1911.

## Výběrová bibliografie
- Entretenimientos juveniles (Mladistvé kratochvíle), lyrická poezie.
- Pelayo (1769), veršovaná tragédie, roku 1792 hraná pod názvem Munuza.
- El delincuente honrado (1774, Čestný provinilec), poměrně úspěšná komedie hraná i v zahraničí.
- Elogio de Carlos III. (1788, Chvalořeč na Karla III.).
- Informe en el Expediente de la ley agraria (1794, Zpráva o zemědělském zákoně), politický spis, ve kterém jsou popsány dějiny španělského zemědělství a nastíněny problémy, které brání jeho rozvoji.
- Canto guerrero de los asturianos (1810, Válečný zpěv pro Asturiánce), vlastenecká píseň, která byla zpívána za napoleonských válek.
- Memoria en defensa de la Junta Central (1811, Rozprava na obranu Centrální rady), politický spis.
- Diaro (1911, Denik), posmrtně vydané paměti.

## Česká vydání
Ukázky z autorovy tvorby jsou obsaženy v antologii španělských básníků 18. století Heroldové jasu, Praha: Ivo Železný 2006, přeložil Miloslav Uličný.